# Малкандуев, Алихан Каншобиевич
Алиха́н Каншоби́евич Макланду́ев (род. 1 июня, 2002) — российский футболист, полузащитник «Дружбы».

## Карьера
Воспитанник клуба «Спартак-Нальчик», за который провёл единственный матч 7 ноября 2020 года против «Туапсе» (4:0). В марте 2021 года перешёл в белорусский клуб «Шахтёр» из Петрикова. В марте 2022 года пополнил ряды армянского «Вана». Дебютировал в элитном дивизионе 5 марта 2022 года в матче против «Алашкерта» (0:2). С августа 2022 года защищает цвета «Дружбы».